# Walter Baumgartner
Walter Baumgartner (Weiach, 4 de octubre de 1953-3 de octubre de 2024) fue un deportista suizo que compitió en ciclismo en las modalidades de pista, especialista en las pruebas de persecución por equipos, puntuación y medio fondo, y ruta.
Ganó cuatro medallas en el Campeonato Mundial de Ciclismo en Pista entre los años 1977 y 1983. En carretera obtuvo una victoria de etapa en la Vuelta a Suiza de 1984.

## Medallero internacional
| Campeonato Mundial | Campeonato Mundial        | Campeonato Mundial | Campeonato Mundial          |
| Año                | Lugar                     | Medalla            | Competición                 |
| ------------------ | ------------------------- | ------------------ | --------------------------- |
| 1977               | San Cristóbal (Venezuela) | Medalla de bronce  | Persecución por equipos (A) |
| 1978               | Múnich (RFA)              | Medalla de plata   | Puntuación (A)              |
| 1978               | Múnich (RFA)              | Medalla de bronce  | Persecución por equipos (A) |
| 1983               | Zúrich (Suiza)            | Medalla de bronce  | Medio fondo (A)             |